# Place Adolphe-Chérioux
Pour les articles homonymes, voir Chérioux.
La place Adolphe-Chérioux est une place du 15e arrondissement de Paris.

## Situation et accès
Elle occupe entièrement une bande entre la rue Blomet et la rue de Vaugirard, à proximité immédiate de la mairie du 15e arrondissement.

## Origine du nom
La place a été nommée en 1935 en hommage à Adolphe Chérioux (1857-1934), conseiller municipal du quartier.

## Historique
Vers 1830, une place fut créée qui s'étendait entre les nos 258 à 296 de l'actuelle rue de Vaugirard sur l'emplacement d'une communauté religieuse, la Maison de campagne du collège de Lisieux et d'une mairie avec ses annexes.
En 1831, la commune de Vaugirard acheta une maison, qui serait située à l'emplacement du no 18 de l'actuelle place, et y installa sa mairie. L'endroit prit naturellement le nom de « place de la Mairie ».
En 1860, après l'annexion à Paris, la mairie de Vaugirard devint la mairie du 15e arrondissement avant sa démolition en 1895. La place prit alors le nom de « place de Vaugirard » qu'elle garda jusqu'en 1935, date à laquelle elle reçut son nom actuel.

## Bâtiments remarquables et lieux de mémoire
- No 11 : immeuble construit en 1933, par Marcel et Robert Hennequet.
- Le square Adolphe-et-Jean-Chérioux qui occupe la place en totalité.